# Witold Świerz
Witold Świerz (ur. 19 lutego 1885 w Skawinie, zm. 13 czerwca 1940 w Krakowie) – lekarz – laryngolog, prymariusz szpitala Bonifratrów w Krakowie, taternik, narciarz.

## Życiorys
Syn lekarza Tomasza Świerza, bratanek Leopolda Świerza. Studia medyczne ukończył w 1915 na Uniwersytecie Jagiellońskim. Taternictwo uprawiał w towarzystwie swojego kuzyna Mieczysława Świerza, między innymi uczestniczył w pierwszym zimowym wejściu na Szeroką Jaworzyńską. Członek Sekcji Turystycznej TT, a później Klubu Wysokogórskiego.